# ドゥゼ (装甲巡洋艦)
ドゥゼ (Desaix) はフランス海軍の装甲巡洋艦。デュプレクス級。艦名となっているドゥゼはフランス革命戦争時のフランスの将軍である。

## 艦歴
ロアール社（Société de la Loire）で建造。1897年12月28日、建造契約締結。建造は遅延が生じることとなったが、それは兵装の計画変更が要因とみられる。1899年初頭に起工。1901年3月21日進水。1904年4月5日就役。建造費は19,068,975フランであった。
「ドゥゼ」は地中海艦隊（Escadre de la Méditerranée）に編入され、1905年9月に「デュプレクス」に代わって大西洋部隊（Division de l’Atlantique）の旗艦となった。「ドゥゼ」は1907年に地中海艦隊に戻ったが、翌年には再び大西洋部隊に移り、1909年以降は予備役となっていた。

### 第一次世界大戦
第一次世界大戦では「ドゥゼ」は当初はシェルブールの第2軽艦隊（2e escadre légère）に属した。開戦後、「ドゥゼ」などの装甲巡洋艦は潜水艦や水雷艇による哨戒線の支援に当たった。
1915年2月に「ドゥゼ」は地中海東部に移った。
5月23日にイタリアはオーストリア＝ハンガリー帝国に宣戦布告する。それより前の5月18日よりドイツ船舶捕捉のためのイタリア諸港監視が行われており、パレルモ沖には「ドゥゼ」が配置された。イタリアはドイツには宣戦布告しなかったためイタリア参戦後も監視は続けられたが、6月6日に監視はイタリアが引き継いだ。
6月25日からフランスはシリア沿岸の封鎖を開始。「ドゥゼ」と防護巡洋艦「ギシャン」、水上機母艦「フードル」がラタキアより北の区画を担当した。9月、「ドゥゼ」はオスマン帝国軍に虐殺される恐れのあったアルメニア人の救出作戦に参加した。
1916年、「ドゥゼ」はダカール配備となった。ダカール配備の部隊はデュプレクス級3隻で構成されていたが、1917年5月に「クレベ」が抜け、9月には「デュプレクス」が退役した。「ドゥゼ」は1918年に入ってもダカールに配備されていた。
戦後、「ドゥゼ」はインドシナに派遣された。「ドゥゼ」は1919年11月にフランスを離れ、1921年3月31日にトゥーロンに戻って退役。1921年7月27日に除籍され、1927年に解体のため売却された。

## 要目
- 排水量：7700トン[1][18]
- 長さ：全長132.10m、垂線間長130.00m[1]
- 幅：水線幅17.8m[1]
- 機関：ベルヴィール缶24基、直立4気筒3段膨張機関、3軸[19]
- 速力：21ノット（設計）[1]
- 装甲：装甲帯102mm（最大）、甲板22/50mm、164mm砲塔110mm、司令塔120mm[1]
- 兵装：M1893-96 45口径16cm砲8門（連装）[21]、M1893 45口径100mm速射砲4門（単装）、M1885 40口径47mm速射砲10門（単装）、37mm速射砲4門、450mm水上魚雷発射管2門、魚雷6本[22]